# Charlotte Kähr
Charlotte Kähr (* 27. Juni 2001 in Zürich) ist eine Schweizer Handballspielerin, die beim deutschen Bundesligisten BSV Sachsen Zwickau und für die Schweizer Nationalmannschaft aufläuft.

## Karriere

### Vereine
Kähr war in der Altersklasse U12 Schweizer Meisterin im Klettern in den Disziplinen Speed und Bouldern. Erst im Alter von 13 Jahren begann sie das Handballspielen beim GC Amicitia Zürich. Nachdem sie dort in der Saison 2016/17 erstmals im Erwachsenenbereich eingesetzt worden war, wechselte sie zum LK Zug. Dort war die Rückraumspielerin anfangs für das Kader der zweiten Mannschaft vorgesehen, jedoch wurde sie noch vor Saisonbeginn 2017/18 in das Erstligakader aufgenommen. Im Alter von 16 Jahren gab sie ihr Debüt in der SPAR Premium League 1. Mit dem LK Zug gewann sie 2021 sowohl die Schweizer Meisterschaft als auch den Schweizer Cup und wurde zur «wertvollsten Spielerin der SPAR Premium League» gewählt. Im Sommer 2021 wechselte sie zum deutschen Bundesligisten Buxtehuder SV. Zur Saison 2025/26 wechselte Charlotte Kähr zum BSV Sachsen Zwickau.

### Nationalmannschaften
Kähr lief 11-mal für die Schweizer Jugendnationalmannschaft auf, für die sie 72 Treffer erzielte. Für die Juniorinnennationalmannschaft kam sie 18-mal zum Einsatz, für die sie 70 Tore warf. Am 22. November 2018 gab sie ihr Debüt für die Schweizer A-Nationalmannschaft. Die Schweiz qualifizierte sich im März 2022 für die Europameisterschaft. Bei der EM 2022 erzielte Kähr drei Treffer. Sie stand im Kader für die Europameisterschaft 2024. Die Schweiz erreichte die Hauptrunde und beendete das Turnier auf dem 12. Platz.